# Yuta Tsunami
Yuta Tsunami (都並 優太 Tsunami Yuta?), född 20 januari 1992 i Tokyo prefektur, är en japansk fotbollsspelare.
Tsunami började sin karriär 2014 i AC Nagano Parceiro. Han spelade 51 ligamatcher för klubben.